# Prorodes mimica
Prorodes mimica är en fjärilsart som beskrevs av Swinhoe 1894. Prorodes mimica ingår i släktet Prorodes och familjen Crambidae. Inga underarter finns listade i Catalogue of Life.